# Karin Hellman

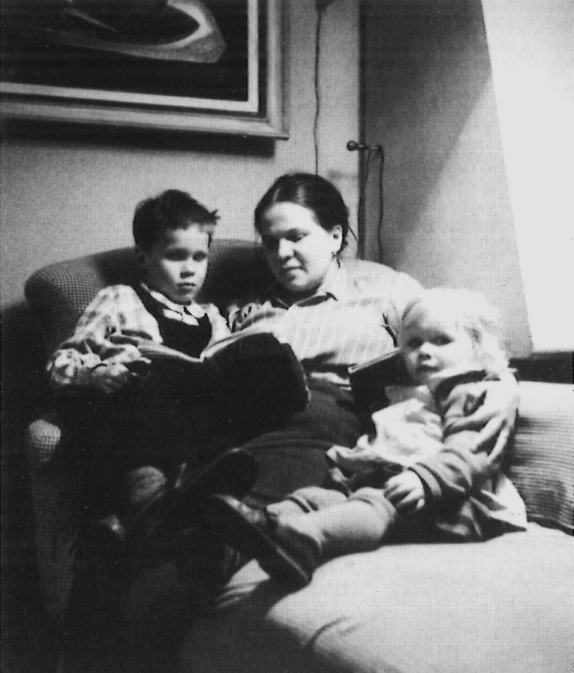
Karin Hellman med barnen Karl-Johan och Åsa år 1949.

Karin Hilda Sofia Hellman, född Wisuri 8 juli 1915 i Jakobstad, död 25 februari 2004 i Borgå, var en finländsk konstnär och målare. Hon studerade vid Centralskolan för konstflit och blev teckningslärare år 1938.
Hon debuterade som målare i Helsingfors år 1939. Hon är känd för sina oljemålningar och experimenterade med textilapplikationer i collageverk.
Hellman gjorde många studie- och arbetsresor utomlands. Hon arbetade som lärare vid Ekenäs seminarium 1938–1947, Borgå kvinnliga hemslöjdsskola 1947–1949 och Borgå lyceum 1953–1965. Hon publicerade även diktsamlingen Hundloka (1961).
Karin Hellman var gift med Åke Hellman. Åsa Hellman är deras dotter.